# Cinturó de seguretat

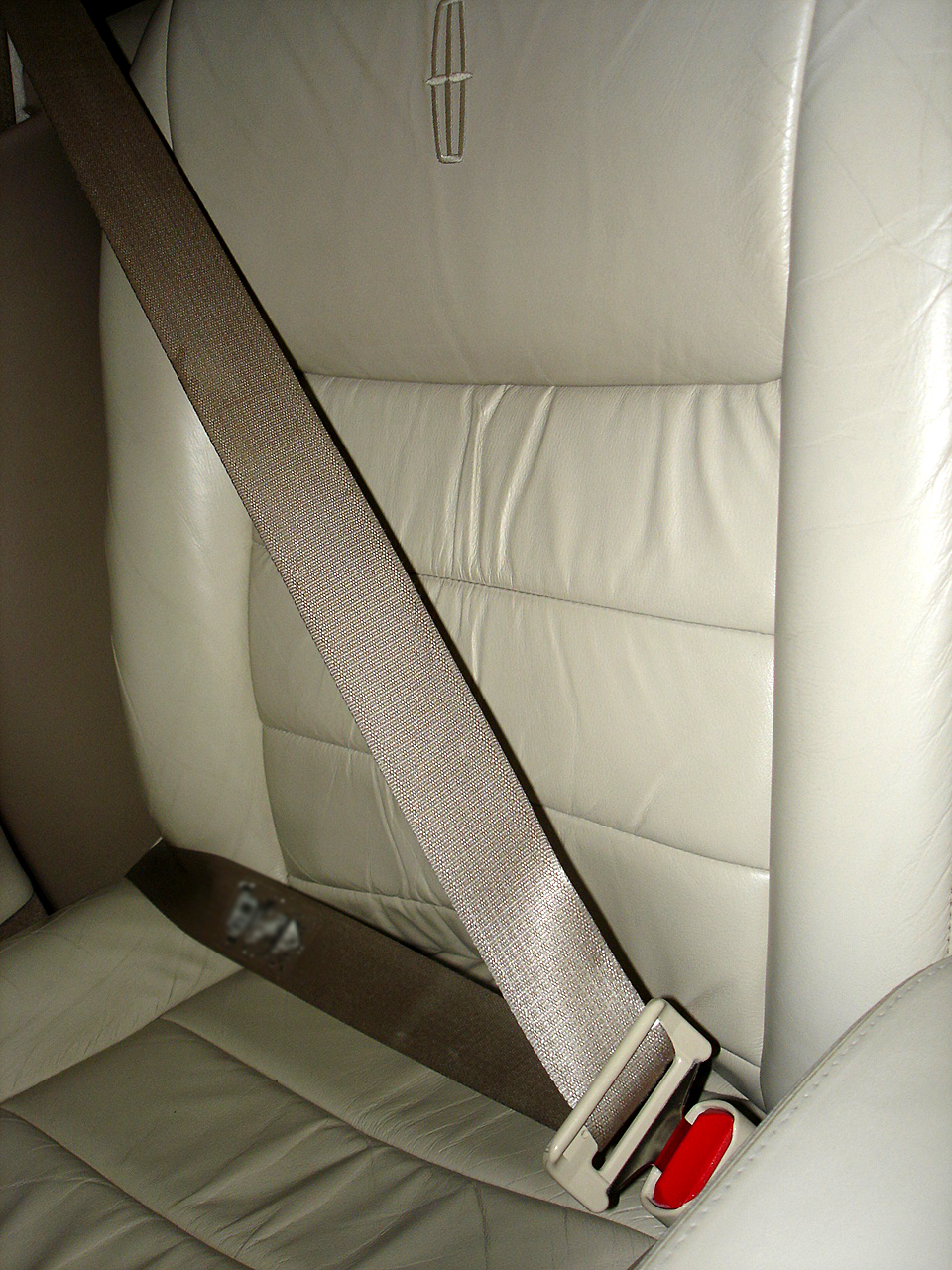
Cinturó de seguretat d'un automòbil Lincoln Town Car.

El cinturó, cinyell, cinta (a la Catalunya del Nord i Balears) o corretja de seguretat és un element de seguretat passiva que s'utilitza, normalment, creuant-se a la cintura i al pit dels viatgers d'automòbils, avions, etc. Es fabrica amb tela forta i té com a objectiu que els passatgers no siguin llançats dels seus seients en produir-se un accident.